# Sauzé-Vaussais
Sauzé-Vaussais – miejscowość i gmina we Francji, w regionie Nowa Akwitania, w departamencie Deux-Sèvres.
Według danych na rok 1990 gminę zamieszkiwało 1755 osób, a gęstość zaludnienia wynosiła 92 osób/km² (wśród 1467 gmin regionu Poitou-Charentes Sauzé-Vaussais plasuje się na 161. miejscu pod względem liczby ludności, natomiast pod względem powierzchni na miejscu 429.).